# 諾沃克 (加利福尼亞州)
諾沃克（英文：Norwalk）是美國加利福尼亞州洛杉磯縣的一個城市，建市于1957年8月26日。位于洛杉矶东南17英里处。面積9.35平方英里。根据2020年美国人口普查显示，诺沃克共有人口102,773人。

## 地理
诺沃克东部与圣菲斯普林斯接壤，南部与阿蒂西亚、喜瑞都接壤，西南与贝尔弗劳尔接壤，西北与唐尼接壤。诺沃克市海拔约95英尺（28.96米），平均气温为17.22摄氏度，年平均降雨量估计为10英寸(0.25米)。